# Feroze Khan
Pour les articles homonymes, voir Khan (homonymie) et Feroz Khan.
Feroze Khan (9 septembre 1904 à Jalandhar ; 21 avril 2005) fut un joueur de hockey sur gazon indien, puis pakistanais.
Champion olympique de hockey sur gazon avec l'Inde en 1928 à Amsterdam, Feroze Khan était, à 100 ans, le doyen des médaillés olympiques. Après l'indépendance de l'Inde en 1947, Feroze Khan opta pour le Pakistan.